# Turcs de Bulgària
Els turcs de Bulgària viuen al territori d'ençà del segle xiv, després que l'Imperi Otomà conquerís les terres de Rumèlia. Aleshores, en el segle xvi, els canvis socials a Anatòlia forçaren alguns grups ètnics turcs a establir-se a Bulgària i arreu dels Balcans.
Segons la política estatal turca als Balcans, molta gent d'Anatòlia fou instal·lada a Bulgària. Avui, els turcs de Bulgària viuen en grups compactes a dues zones rurals del nord-oest de (Ludogorie/Deliorman) i del sud-est (els Ròdope Orientals). Al costat dels turcs de Bulgària, que són musulmans, hi ha altres grups ètnics musulmans. Les proves històriques mostren que la major part del musulmans de Bulgaria provenien de fora dels balcans, i convertiren la població autòctona.
En el període entre 1985 i 1989, el govern comunista de Bulgària, dirigit per Tòdor Jívkov, temptà d'assimilar-los per la força. Amb la introducció de noves lleis el 1985, el govern búlgar va prohibir l'educació en turc i assajà d'anorrear la cultura i identitat turques. Obligaren a canviar els noms turcs per nom eslaus per la força i cap a 300,000 turcs ètnics emigraren a Turquia tement una persecució encara més forta. Aquestes lleis foren abolides amb l'arribada de la democràcia en els primers mesos de 1990. Molts d'aquests han canviat els seus antics noms i moltes vegades el govern búlgar del 1991 ençà ha defensat la minoritat turca.

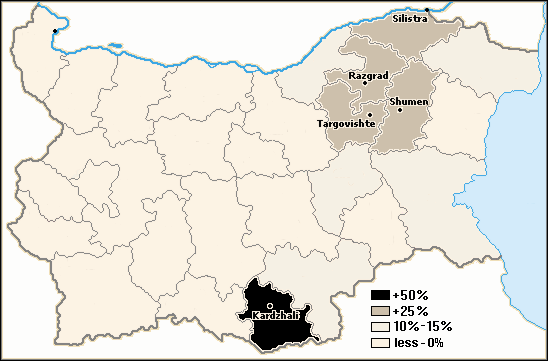
situació territorial dels turcs de Bulgària

## Població
Segons el cens del 2001, hi havia 746,664 turcs ètnics a Bulgària. Són la majoritat absoluta de la població de la província de Kardzhali i una majoritat important a la de Razgrad.
La bulgarització forçada de la minoria turca de Bulgària començà a l'estiu de 1984. Aleshores n'hi havia entre 700.000 i 1.000.000. Es produïren enfrontaments entre búlgars (soldats, vilatans) i membres de la minoritat turca. El 10 de maig de 1989 els establiren prohibicions parcials de viatjar a països estrangers. A la fi del maig hi hagué greus disturbis allí on eren majoritaris. Tòdor Jívkov va fer un discurs el 29 de maig de 1989, en què demanà que Turquia obrís les seves fronteres per tal de rebre tots els "musulmans de bulgària", que volguessin refugiar-s'hi. Això va ser seguit un fort èxode fins a l'agost del 1989 de 300.000 turcs cap a Turquia. El 10 de novembre del 1989 Jívkov fou substituït per Peter Mladenov i a la fi de l'any va caure el règim comunista.

## Turcs de Bulgària famosos
ordre cronologic per dates de naixement
- Mithat Paixà
- Rıza Tevfik Bölükbaşı
- Tahsin Özgüç
- Ahmed Doğan
- Emel Etem Toşkova
- Naim Süleymanoğlu
- Halil Mutlu
- Taner Sağır
- Mehmet Fikri
- Recep Küpçü
- Mehmet Behçet Perim
- Zekeriya Güçlü
- Arzu Pavlova
- Yıldız İbrahimova
- Tuna Ötenel
- Sibel Gürsoy